# Lijst van gebieden op land onder zeeniveau
Dit is een lijst van plekken onder zeeniveau die zich op het land bevinden; niet in tunnels, mijnen, onder water, of tijdelijke plekken als gevolg van het getij.
- Afrika
  - Assalmeer, Djibouti (−153 meter)
  - Qattaradepressie, Egypte, (−133 m)
  - Afar-driehoek, Ethiopië, (−125 m)  waarin de Danakilwoestijn en het laagste punt van Afrika, het Assalmeer
  - Sebkha paki Tah, Marokko, (−55 m)
  - Sabkhat Ghuzayyil, Libië (−47 m)
  - Birket Karoen, in de Fajoem-oase, Egypte (−40 meter)
  - Chott Melrhir, Algerije, (−40 m)
  - Shatt al Gharsah, Tunesië, (−17 m)
  - Sebkhet Te-n-Dghamcha, Mauritanië, (−5 m)
  - Lagos Island, Nigeria, (−0,2 m)
- Australië
  - Eyremeer, Australië (−15 m)
- Azië
  - Turfandepressie, China (−154 m)
  - Kaspisch Bekken
    - Kaspische Laagte, Karagiye, Kazachstan (−138 m)
    - Kaspische Zee en zijn kusten, Rusland - Kazachstan - Azerbeidzjan - Iran - Turkmenistan (−28 m)

  - Hachirogata, Japan (−4 m)
  - Kuttanad, Kerala, India (−2,2 m)
  - Bangladesh
- Europa
  - Lammefjord, Denemarken (−7 m)
  - Nederland, kustprovincies (−1 - 6,76 m)
    - Zuidplaspolder (−7 m)
    - Haarlemmermeer (−5 m)
      - Luchthaven Schiphol (−4 m)

    - Wieringermeer (−4 m)
    - Flevoland (−4 m)

  - Canvey Island, Verenigd Koninkrijk (−6 m)
  - The Fens, Verenigd Koninkrijk (−4 m)
  - Neuendorf bei Wilster, Duitsland (−3,5 m)
  - Kristianstad, Zweden (−2,41 m)
  - Rhône delta, Frankrijk (−2 m)[1]
  - Żuławy Wiślane, Polen (−1,8 m)
  - Valli di Comacchio, Italië (−0,6 m)
- Midden-Oosten
  - Jordaanvallei (regio), Israël - Jordanië
    - Dode Zee, Jordanië - Israël (−423 m)
    - Meer van Tiberias (Meer van Galilea), Israël (−208 m)
    - Tiberias, Israël (−207,3 m)
    - Beet She'an, Israël (−120 m)
- Noord-Amerika
  - Death Valley
    - Badwater, Death Valley N.P., Verenigde Staten (−86 m)
    - Furnace Creek Airport (L06), Death Valley, Verenigde Staten (−64 m)

  - Salton Sink en Salton Sea, Californië, Verenigde Staten (−66 m)
    - Bombay Beach, Verenigde Staten (−69 m)
    - Brawley, Verenigde Staten (−37 m)
    - Calipatria, Verenigde State (−56 m)
    - Coachella, Verenigde Staten (−22 m)
    - Desert Shores, Verenigde Staten (−61 m)
    - El Centro, Verenigde Staten (−12 m)
    - Heber, Verenigde Staten (−5 m)
    - Holtville, Verenigde Staten (−3 m)
    - Imperial, Verenigde Staten (−18 m)
    - Indio, Verenigde Staten (−6 m)
    - Niland, Verenigde Staten (−43 m)
    - Salton City, Verenigde Staten (−38 m)
    - Salton Sea Beach, Verenigde Staten (−67 m)
    - Seeley, Verenigde Staten (−13 m)
    - Thermal, Verenigde Staten (−37 m)
    - Westmorland, Verenigde Staten (−48 m)

  - New Orleans, Verenigde Staten (−2,4 m)
  - Laguna Salada, Mexico (−10 m)
  - Enriquillomeer, Dominicaanse Republiek (−46 m)
- Zuid-Amerika
  - Laguna del Carbón, Argentinië (−105 m)
  - Salina Grande and Salina Chica, Chubut, Argentinië (−42 m)
  - Bajo del Gualicho, Valdés (schiereiland), Chubut, Argentinië (−41 m)
  - Georgetown, Guyana (−1,8 m)